# Lisa Sieburger
Lisa Sieburger (* 19. November 1991 in Eschborn) ist eine ehemalige deutsche Triathletin. Sie ist Vize-Europameisterin auf der Duathlon-Kurzdistanz (2016).

## Werdegang
Lisa Sieburger war schon als Kind im Schwimmsport aktiv. Im August 2012 wurde sie Deutsche Meisterin U23 auf der Triathlon-Sprintdistanz.

### Vize-Europameisterin Duathlon 2016
Im April 2016 wurde Sieburger in Kalkar Vize-Europameisterin auf der Duathlon-Kurzdistanz (10 km Laufen, 40 km Radfahren und 5 km Laufen). Bei der Duathlon-Weltmeisterschaft wurde sie dann im Juni in Spanien Vierte.
Sieburger startete bis 2016 im B-Kader (Elite) der Deutschen Triathlon Union (DTU). Im Juni 2016 startete sie im Rahmen der ITU-Duathlon-Weltmeisterschaft bei ihrem letzten internationalen Rennen als Profi.
Im April 2017 wurde die damals 25-Jährige Deutsche Vize-Meisterin auf der Duathlon-Kurzdistanz. Seit 2017 tritt Sieburger nicht mehr international in Erscheinung.

## Sportliche Erfolge
| Datum/Jahr    | Rang | Wettbewerb                          | Austragungsort | Zeit     | Bemerkung                                                          |
| ------------- | ---- | ----------------------------------- | -------------- | -------- | ------------------------------------------------------------------ |
| 30. Apr. 2017 | 2    | DTU Deutsche Meisterschaft Duathlon | Alsdorf        | 02:08:54 | Deutsche Vize-Meisterin Duathlon-Kurzdistanz beim Dachser-Duathlon |
| 4. Juni 2016  | 4    | ITU Duathlon World Championships    | Avilés         | 01:57:46 | ITU Duathlon-Weltmeisterschaft                                     |
| 17. Apr. 2016 | 2    | ETU Duathlon European Championships | Kalkar         | 01:59:37 | Duathlon-Europameisterschaft                                       |

| Datum/Jahr    | Rang | Wettbewerb                                          | Austragungsort | Zeit     | Bemerkung                                                                                          |
| ------------- | ---- | --------------------------------------------------- | -------------- | -------- | -------------------------------------------------------------------------------------------------- |
| 8. Mai 2016   | 2    | ITU Triathlon World Cup                             | Cagliari       | 01:04:19 | Zweite hinter der Britin India Lee                                                                 |
| 23. Aug. 2015 | 2    | ETU Triathlon European Cup                          | Karlsbad       | 02:03:44 | Zweite hinter der Französin Audrey Merle                                                           |
| 9. Aug. 2015  | 1    | ETU Sprint Triathlon European Cup                   | Riga           | 01:00:26 | |
| 13. Juni 2015 | 23   | Europaspiele 2015                                   | Baku           | 02:07:35 | |
| 6. Sep. 2014  | 5    | DTU Deutsche Meisterschaft Triathlon                | Hannover       | 01:03:00 | auf der Sprintdistanz (0,75 km Schwimmen, 20 km Radfahren und 5 km Laufen) beim Maschsee-Triathlon |
| 27. Juni 2013 | 1    | ETU Triathlon European Championship U23 Mixed Relay | Rijssen-Holten | 00:20:12 | in der U23-Staffel mit Hanna Philippin, Maximilian Schwetz und Justus Nieschlag                    |
| 19. Aug. 2012 | 1    | DTU Deutsche Meisterschaft Triathlon U23            | Witten         |          | Siegerin U23 bei der Deutschen Meisterschaft über die Sprintdistanz                                |